# Premio Nuova Accademia per la letteratura
Il Premio Nuova Accademia per la letteratura (in inglese: New Academy Prize in Literature; noto anche come Nuovo premio accademico per la letteratura e popolarmente come Premio Nobel alternativo) è stato un premio letterario svedese, istituto nel 2018 dall'appositamente fondata "Nuova Accademia" come alternativa al Premio Nobel per la letteratura, che quell'anno, in reazione allo scandalo che coinvolse l'accademico Jean-Claude Arnault sulla scia del movimento #MeToo, non venne assegnato, propendendo invece per una doppia assegnazione l'anno seguente.
Il primo, e unico, vincitore è stata la scrittrice guadalupiana di lingua francese Maryse Condé (1934 - 2024), nell'ottobre 2018, dopodiché la "Nuova Accademia" è stata sciolta e il premio non più assegnato.

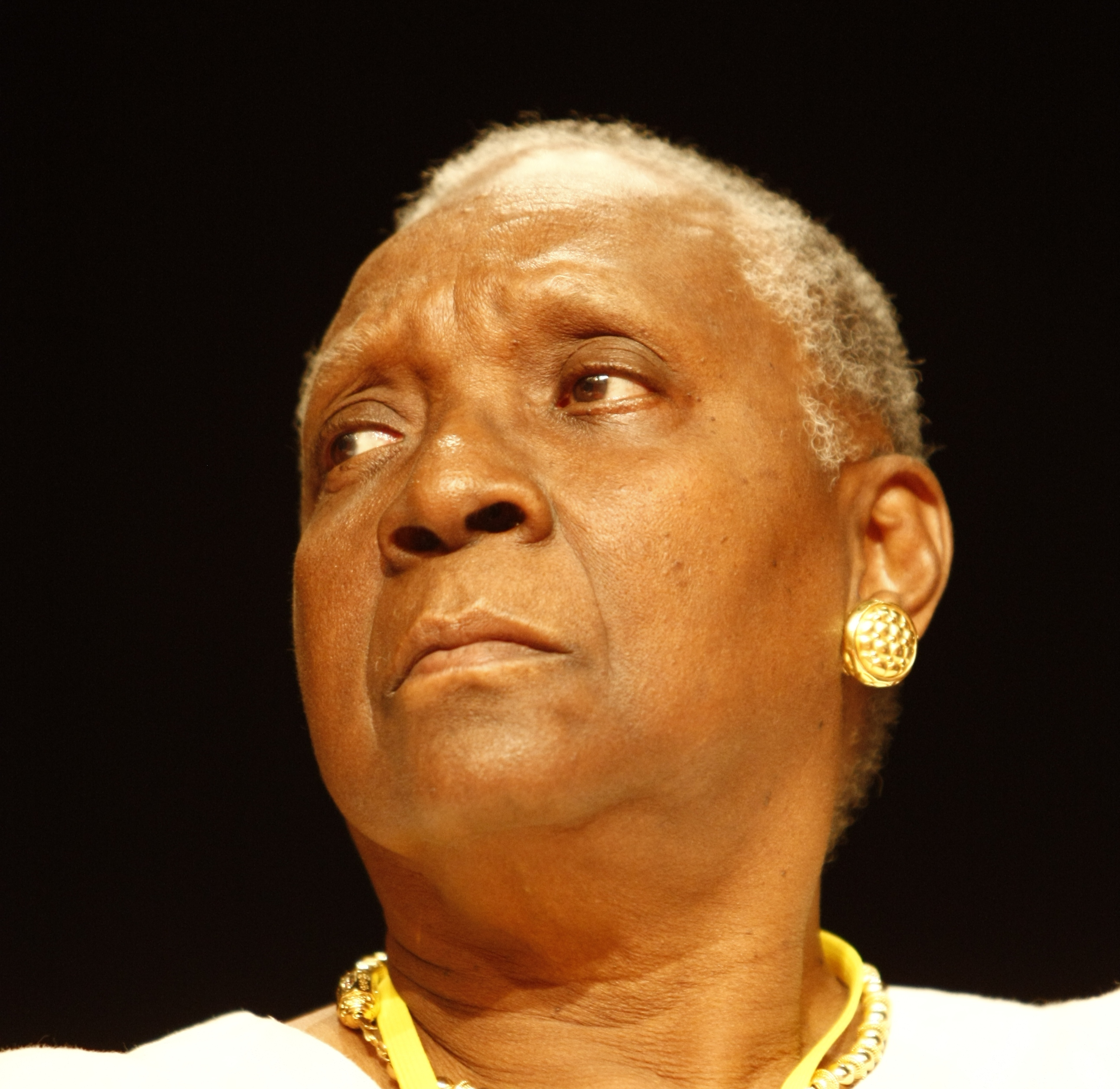
Maryse Condé nel 2008

## Storia
Nella primavera 2018, il movimento social femminista #MeToo portò alcune donne a lanciare accuse contro Jean-Claude Arnault, marito di Katarina Frostenson, membro dell'Accademia Svedese, ovvero l'organo che si occupa dell'assegnazione del Premio Nobel per la letteratura. In risposta a ciò, l'Accademia decise che quell'anno non sarebbe stato assegnato alcun premio, rimandandolo all'anno seguente.
Alcuni attivisti più radicali giudicarono tale azione insufficiente e accusarono l'Accademia di non fare nulla per affrontare le vere cause del problema. Di conseguenza, nel maggio 2018 alcune personalità svedesi, guidate dall'attivista e giornalista Alexandra Pascalidou e comprendenti la comica Bianca Kronlöf, il fumettista Jan Lööf, lo scrittore Lo Kauppi e l'artista Joakim Thåström, fondarono una "Nuova Accademia", con lo scopo dichiarato di assegnare un premio che fungesse da alternativa al Nobel e ricordasse che "in un mondo polarizzato, la letteratura appartiene alla democrazia, all'apertura, all'empatia e al rispetto, non ai privilegi, alle disuguaglianze, all'arroganza e al sessismo".
La prima vincitrice del premio, Maryse Condé, venne annunciata il 12 ottobre 2018, e la cerimonia, insieme alla consegna del premio in denaro di 320.000 corone, messe insieme tramite crowdfunding, avvenne il 10 dicembre, lo stesso giorno in cui vennero assegnati i premi Nobel per gli altri ambiti.
La "Nuova Accademia" venne sciolta pochi giorni dopo, senza essere stata riconosciuta né dall'Accademia Svedese né dalla Fondazione Nobel, e il premio non più assegnato, rimanendo quindi un evento una tantum.

## Candidature
L'elenco dei candidati comprendeva quarantasette nomi, equamente divisi per statuto fra uomini e donne, stilato dai membri della "Nuova Accademia" in collaborazione con l'Associazione dei bibliotecari svedesi. Comprendeva dodici svedesi, dodici americani, cinque inglesi, due francesi, due canadesi, due italiani e due nigeriani. Dei candidati, uno, Haruki Murakami, chiese che il suo nome venisse rimosso, e un altro, Ulf Lundell, dichiarò che "nessuno con istinto di conservazione accetterebbe mai un simile premio".
Il processo di voto si è svolto tramite internet ed era aperto al pubblico, con chiunque che poteva esprimere la sua preferenza. I quattro finalisti, anch'essi ripartiti per genere, sono stati quindi i due autori e le due autrici più votate, fra i quali una giuria ha selezionato il vincitore finale. Tale giuria era composta da Ann Pålsson, direttrice editoriale, Lisbeth Larsson, professoressa di letteratura, Peter Stenson, critico letterario, e Gunilla Sandén, bibliotecaria.
| No. | Candidato                | Nazionalità                                           |
| --- | ------------------------ | ----------------------------------------------------- |
| 1   | Maryse Condé             | Francia (bandiera)                                    |
| 2   | Haruki Murakami          | Giappone (bandiera)                                   |
| 3   | Neil Gaiman              | Regno Unito (bandiera)                                |
| 4   | Kim Thúy                 | Vietnam (bandiera) · Canada (bandiera)                |
| 5   | Margaret Atwood          | Canada (bandiera)                                     |
| 6   | Paul Auster              | Stati Uniti (bandiera)                                |
| 7   | Don DeLillo              | Stati Uniti (bandiera)                                |
| 8   | Kerstin Ekman            | Svezia (bandiera)                                     |
| 9   | Jamaica Kincaid          | Antigua e Barbuda (bandiera) · Stati Uniti (bandiera) |
| 10  | David Levithan           | Stati Uniti (bandiera)                                |
| 11  | Cormac McCarthy          | Stati Uniti (bandiera)                                |
| 12  | Ian McEwan               | Regno Unito (bandiera)                                |
| 13  | Joyce Carol Oates        | Stati Uniti (bandiera)                                |
| 14  | Nnedi Okorafor           | Nigeria (bandiera) · Stati Uniti (bandiera)           |
| 15  | Sofi Oksanen             | Finlandia (bandiera)                                  |
| 16  | Thomas Pynchon           | Stati Uniti (bandiera)                                |
| 17  | Meg Rosoff               | Regno Unito (bandiera)                                |
| 18  | J. K. Rowling            | Regno Unito (bandiera)                                |
| 19  | Ngũgĩ wa Thiong'o        | Kenya (bandiera)                                      |
| 20  | Jeanette Winterson       | Regno Unito (bandiera)                                |
| 21  | Chimamanda Ngozi Adichie | Nigeria (bandiera)                                    |
| 22  | Johannes Anyuru          | Svezia (bandiera)                                     |
| 23  | Silvia Avallone          | Italia (bandiera)                                     |
| 24  | Nina Bouraoui            | Francia (bandiera)                                    |
| 25  | Anne Carson              | Canada (bandiera)                                     |
| 26  | Inger Edelfeldt          | Svezia (bandiera)                                     |
| 27  | Elena Ferrante           | Italia (bandiera)                                     |
| 28  | Jens Ganman              | Svezia (bandiera)                                     |
| 29  | Siri Hustvedt            | Stati Uniti (bandiera)                                |
| 30  | Jenny Jägerfeld          | Svezia (bandiera)                                     |
| 31  | Jonas Hassen Khemiri     | Svezia (bandiera)                                     |
| 32  | Édouard Louis            | Francia (bandiera)                                    |
| 33  | Sara Lövestam            | Svezia (bandiera)                                     |
| 34  | Ulf Lundell              | Svezia (bandiera)                                     |
| 35  | Amos Oz                  | Israele (bandiera)                                    |
| 36  | Sara Paborn              | Svezia (bandiera)                                     |
| 37  | Agneta Pleijel           | Svezia (bandiera)                                     |
| 38  | Marilynne Robinson       | Stati Uniti (bandiera)                                |
| 39  | Arundhati Roy            | India (bandiera)                                      |
| 40  | Jessica Schiefauer       | Svezia (bandiera)                                     |
| 41  | Jón Kalman Stefánsson    | Islanda (bandiera)                                    |
| 42  | Patti Smith              | Stati Uniti (bandiera)                                |
| 43  | Zadie Smith              | Regno Unito (bandiera)                                |
| 44  | Peter Stamm              | Svizzera (bandiera)                                   |
| 45  | Sara Stridsberg          | Svezia (bandiera)                                     |
| 46  | Donna Tartt              | Stati Uniti (bandiera)                                |
| 47  | Olga Tokarczuk           | Polonia (bandiera)                                    |

## Vincitori
Il vincitore fu annunciato il 18 ottobre 2018 e si rivelò essere Maryse Condé, scrittrice di lingua francese originaria del Guadalupa, la cui scrittura si concentra su temi come razza, genere e colonialismo.
La motivazione data fu la seguente:
Maryse Condé è una grande narratrice. La sua paternità appartiene alla letteratura mondiale. Nella sua opera, descrive le devastazioni del colonialismo e il caos postcoloniale in un linguaggio che è sia preciso che travolgente. La magia del sogno e del terrore è, come anche l'amore, costantemente presente. Finzione e realtà si sovrappongono e le persone vivono tanto in un mondo immaginario con tradizioni lunghe e complicate quanto nel presente in corso. Con rispetto e umorismo narra la follia postcoloniale, la distruzione e l'abuso ma anche la solidarietà e il calore umano. I morti vivono nelle sue storie vicino ai vivi in un mondo multitudinoso dove genere, razza e classe vengono costantemente capovolti in nuove costellazioni
La cerimonia di premiazione si è svolta a Stoccolma il 10 dicembre 2018, lo stesso giorno e nella stessa città di quella del Nobel. Il premio in denaro era di 320.000 corone, messe insieme tramite donazioni e sponsor. Nel suo discorso di accettazione, Maryse Condé dedicò il premio al popolo del Guadalupa, dicendo «Siamo un paese così piccolo, menzionato solo quando ci sono uragani o terremoti e cose del genere. Ora siamo così felici di essere riconosciuti per qualcos'altro».

## Accoglienza
In Svezia, l'istituzione del premio è stata accolta con ilarità e feroci critiche, che hanno riguardato ogni aspetto, dal premio stesso, ai suoi valori fondanti, al processo di selezione dei candidati e del voto.
Molti hanno criticato il fatto che, leggendo l'elenco dei candidati, non si capiva se l'intento era premiare una "letteratura moralmente buona" o "piuttosto, una personalità moralmente buona", e hanno sottolineato che "la letteratura non deve essere buona e pura", così come non esiste una definizione univoca e stabile di "moralmente buono". Tale commento si è rivelato particolarmente profetico, dal momento che diversi candidati della "Nuova Accademia" sono poi stati a loro volta travolti da scandali sociali, da J.K. Rowling, accusata di transfobia, a Neil Gaiman, accusato di molestie sessuali.
Altre critiche si sono concentrate sul fatto che, nonostante l'obiettivo dichiarato di inclusività e internazionalità in contrasto con lo storico delle premiazioni dell'Accademia Svedese, la lista dei candidati era fortemente eurocentrica, con metà dei nomi provenienti dall'Europa, di cui un quarto dalla sola Svezia, e un altro quarto proveniente dal Nord America, mentre sono rimaste ignorate o sottorappresentate America latina, Africa, Medio Oriente, Asia e Oceania.
Il giornalista culturale Göran Sommardal ha definito il premio "patetico", e la maggior parte della stampa ha ironizzato sul fatto che "chiunque avrà questo premio, di sicuro non si sentirà come se avesse vinto un vero Nobel".
Qualche reazione positiva è venuta invece dall'estero, con la giornalista progressista Alison Flood che ha lodato l'imposizione di una quota di genere sia nell'elenco preliminare che nella selezione dei finalisti e il processo di voto pubblico, scrivendo "oh, quanto è aperto, quanto è inclusivo!".
Pochi giorni dopo l'assegnazione del premio, l'accademico Maboula Soumahoro ha insinuato, in un discorso tenuto nella Hall dell'Università Columbia di Parigi, l'esistenza di una componente razzista nella definizione della stampa di "Premio Nobel alternativo" quando questo era stato assegnato a una donna nera.